# Germ Hofma

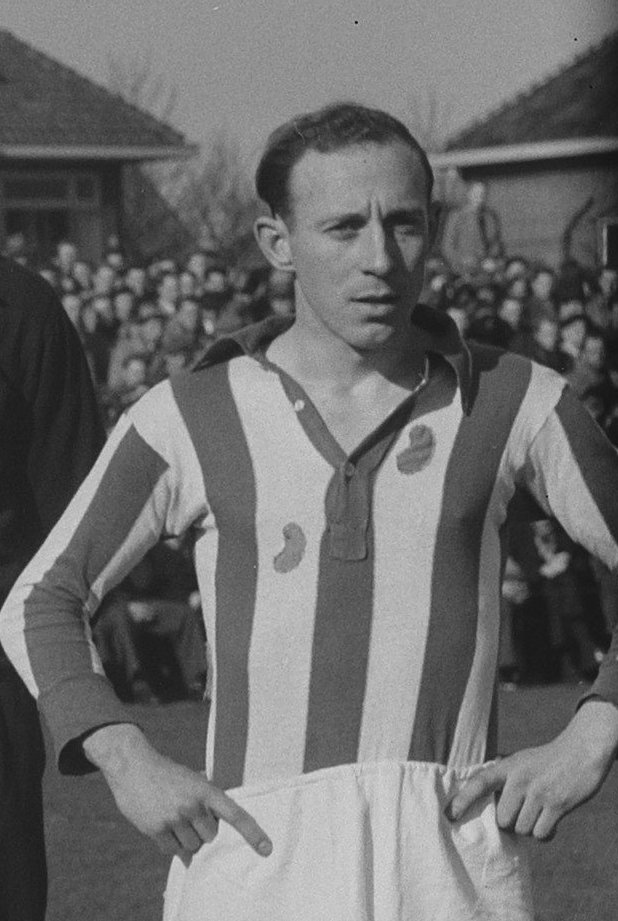
Germ Hofma (1951)

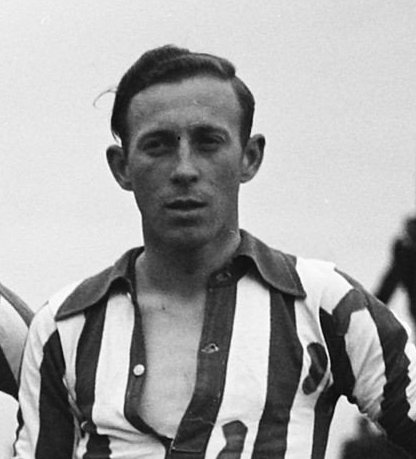
Germ Hofma (1948)

Gerben „Germ“ Hofma (* 19. April 1925 in Sittard; † 14. Oktober 2018) war ein niederländischer Fußballspieler, der für die VV Heerenveen aktiv war. Der Stürmer spielte zweimal in der niederländischen Nationalmannschaft.

## Karriere
Hofma, zwar in der Provinz Limburg geboren, aber Sohn friesischer Eltern, spielte bereits mit 15 in der ersten Mannschaft von DIO Oosterwolde. Von dort kam er 1945 nach Heerenveen. Als Linksaußen spielte er im Sturm der erfolgreichen Heerenveener Mannschaft um Abe Lenstra, die bis 1951 die Nordsektion der Eerste klasse beherrschte und neunmal in Folge Nordmeister wurde. Er war einer der Spieler, die in einem legendären Match am 7. Mai 1950 gegen Ajax Amsterdam aus einem 1:5-Rückstand eine halbe Stunde vor Spielschluss noch einen 6:5-Sieg machten. Nach diesem Spiel wurde der schnelle Flügelstürmer als zweiter Heerenveen-Spieler nach Lenstra in den Kader der Nederlands elftal berufen.
Seinen ersten Einsatz im Sturm neben Lenstra, Kees Rijvers und dem jungen Ajax-Spieler Rinus Michels hatte er in einem inoffiziellen Länderspiel am 17. Mai 1950 vor 60.000 Zuschauern in Amsterdam gegen eine B-Auswahl des englischen Verbandes, das Oranje durch Tore von Lenstra, André Roosenburg und Rijvers 3:0 gewann. Anschließend ging er mit der Mannschaft auf eine Freundschaftsspielreise nach Skandinavien. Bei den zwei 1:4-Niederlagen, am 8. Juni 1950 in Stockholm gegen Schweden und drei Tage später in Helsinki gegen Finnland, machten Hofma, Michels und Cor Huijbregts ihre ersten beiden offiziellen Spiele in Oranje. Während danach Michels noch weitere dreimal und Huijbregts noch einmal berufen wurden, sorgte eine Knieverletzung für das Ende der Länderspielkarriere Hofmas. Er spielte jedoch noch bis 1955 in der Heerenveener Mannschaft. Nach zwei Jahren Pause gab er 1957 noch einmal ein Comeback als Halbprofi bei seinem alten Klub. Er konnte jedoch mittlerweile mit den jungen Spielern nicht mehr mithalten und beendete schließlich wenig später seine Laufbahn. Für die VV Heerenveen erzielte er in elf Spieljahren insgesamt 110 Tore.